# Kamel Kaci-Saïd
Pour les articles homonymes, voir Kaci et Saïd.
Kamel Kaci-Saïd, né le 13 décembre 1967 à Alger,, est un footballeur international algérien qui évoluait au poste d'attaquant, reconverti en entraîneur puis dirigeant de football. Son frère aîné, Mohamed Kaci-Saïd, est également footballeur international.
Le 22 juillet 2017 et devenu directeur général sportif du Mouloudia Club d'Alger.  
Entraîneur de l'équipe nationale de l'armée algérienne 
Il compte 23 sélections en équipe nationale entre 1994 et 1998.

## Biographie
Kamel Kaci-Saïd joue 7 matchs en Division 1 française avec le club de l'AS Cannes. Il inscrit son seul but dans le championnat de France le 4 février 1998, contre le FC Nantes (défaite 2-3).

### En équipe nationale
Kamel Kaci-Saïd reçoit 23 sélections en équipe d'Algérie entre 1994 et 1998, inscrivant 5 buts.
Il participe avec la sélection algérienne à la Coupe d'Afrique des nations 1996 organisée en Afrique du Sud. L'Algérie atteint les quarts de finale de la compétition, en étant éliminée par le pays organisateur.
Le 14 juin 1996, il joue un match face au Kenya comptant pour les éliminatoires du mondial 1998.

### Carrière d'entraîneur
Il dirige les joueurs du MC Alger de novembre 2013 à mai 2014, remportant au passage une Coupe d'Algérie.

### Carrière de dirigeant sportif
Le 22 juillet 2017 et devenu Directeur Général Sportif du club Mouloudia Club d'Alger.

## Palmarès

### Joueur
- Vainqueur de la Ligue des champions d'Afrique en 1996 avec Zamalek
- Vainqueur de la Supercoupe d'Afrique en 1997 avec Zamalek[3]
- Vice-champion d'Égypte en 1995 et 1996 avec Zamalek[2]

### En équipe nationale
- Finale de la Coupe d'Afrique militaire 2008 [5]

### Président de club
- Vainqueur de la Coupe d'Algérie en 2014 avec le MC Alger